# Wital Hajdutschyk
Wital Wiktarawitsch Hajdutschyk (belarussisch Віталь Віктаравіч Гайдучык, * 12. Juli 1989 in Brest) ist ein belarussischer Fußballspieler. Seit 2018 spielt er für FK Sūduva in der A Lyga.

## Karriere
Hajdutschyk begann seine Karriere in seiner Heimatstadt beim FK Dinamo Brest. Im September 2007 gegen BATE Baryssau debütierte er in der Wyschejschaja Liha. Im Januar 2013 wechselte er zum Ligakonkurrenten BATE Baryssau. Sein Debüt gab er im Sechzehntelfinale der Europa League. Baryssau schied jedoch aus.